# Melattur
Melattur é uma panchayat (vila) no distrito de Thanjavur, no estado indiano de Tamil Nadu.

## Demografia
Segundo o censo de 2001,  Melattur  tinha uma população de 7815 habitantes. Os indivíduos do sexo masculino constituem 50% da população e os do sexo feminino 50%. Melattur tem uma taxa de literacia de 66%, superior à média nacional de 59.5%: a literacia no sexo masculino é de 74% e no sexo feminino é de 59%. Em Melattur, 12% da população está abaixo dos 6 anos de idade.